# Willet (Nueva York)
Willet es un pueblo ubicado en el condado de Cortland en el estado estadounidense de Nueva York. En el año 2000 tenía una población de 1.011 habitantes y una densidad poblacional de 15.1 personas por km².

## Geografía
Willet se encuentra ubicado en las coordenadas 42°27′5″N 75°55′11″O / 42.45139, -75.91972.

## Demografía
Según la Oficina del Censo en 2000 los ingresos medios por hogar en la localidad eran de $35,893, y los ingresos medios por familia eran $37,500. Los hombres tenían unos ingresos medios de $28,274 frente a los $21,932 para las mujeres. La renta per cápita para la localidad era de $15,552. Alrededor del 12.9% de la población estaban por debajo del umbral de pobreza.